# وایند تری
وایند تری (انگلیسی: Wind Tre) شرکت مخابرات ایتالیایی است، که در سال ۲۰۱۶ تأسیس شد.